# Genseric

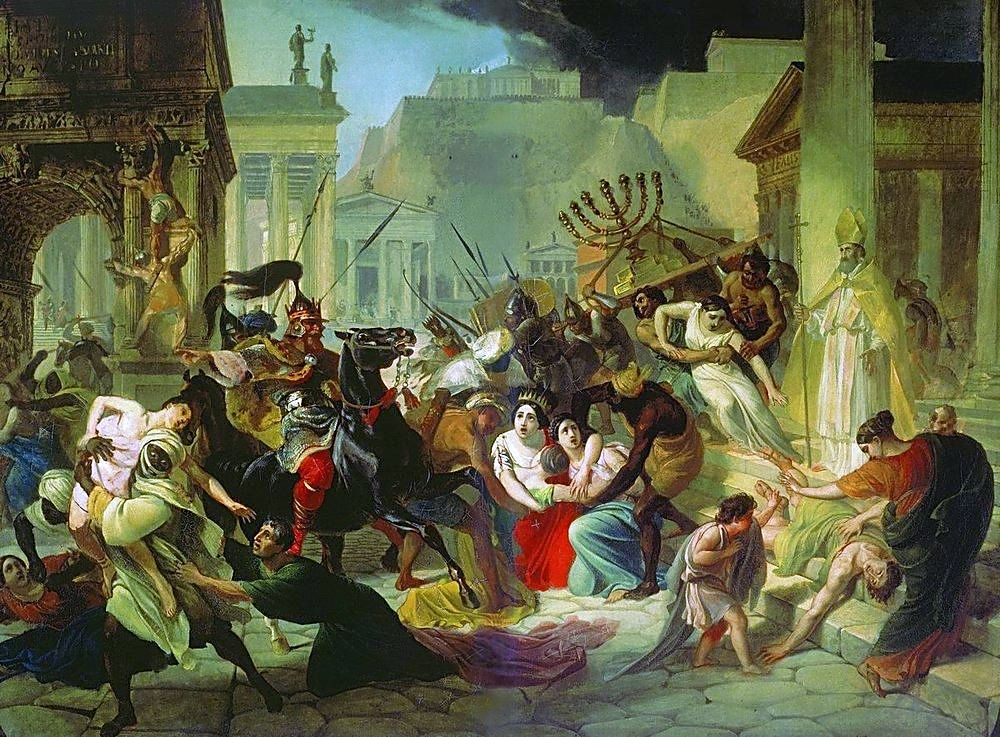
Genseric atacant Roma

Genseric (Γιζέικος, vers 389 – 25 de gener del 477) fou rei dels vàndals (abans dels vàndals asdings). Era fill bastard de Godigisel (Godogis o Modigis), rei dels vàndals establerts a Hispània. El seu nom vol dir Rei llança. A la mort del seu pare el 406, aquest va deixar el poder al seu fill Gunderic (o Gonderic o Gontharis), però amb posició preeminent per Genseric. Una afortunada expedició de Gunderic contra Cartago Nova (el 426) va permetre als vàndals apoderar-se de la flota romana i ara disposaven de mitjans marítims. Gunderic va morir el 427 o 428 i el seu germanastre Genseric fou elegit rei.
Pressionat pels visigots, que tenien el suport dels hispanoromans de Lusitània, Gunderic s'hi va enfrontar vers el 428 i els va derrotar a Mèrida però en previsió de futurs enfrontaments menys favorables, va pensar a marxar a Àfrica unint els vàndals i els alans. El comte Bonifaci d'Àfrica, que estava rebel·lat, es creu que el va cridar per auxiliar-lo en la seva acció, i en tot cas Genseric va travessar l'estret (maig del 429) amb entre 50.000 i 80.000 homes i dones per prendre possessió de les províncies romanes del nord d'Àfrica. Va rebre el suport dels amazics i dels donatistes, i amb la seva cooperació va assolar el país i va causar greus danys a Mauritània. Bonifaci, que mentrestant es va reconciliar amb la cort romana, va negociar la seva retirada, però Genseric va prosseguir la seva incursió, ja no com a aliat (si és que mai ho havia estat), sinó com a invasor, aprofitant-se de les discòrdies civils i de l'acció de la secta dels donatistes.
La primera gran ciutat conquerida fou Hippo Regius on era bisbe Sant Agustí, després d'un setge que va durar 14 mesos; després de la mort de Sant Agustí i la fugida de Bonifaci (431) va consolidar el seu poder i fou reconegut federat per Valentinià III (434); finalment l'octubre del 439 va trencar el tractat amb Roma, i va entrar sense lluita a Cartago quan ningú esperava un atac vàndal. La flota romana a Cartago va caure a les seves mans. El bisbe Quodvultdeus, fou desterrat a Nàpols, ja que Genseric exigia que tots els bisbes foren arrians, encara que va donar llibertat religiosa als seus súbdits llatins; les taxes foren baixes excepte pels romans rics i el clergat catòlic.
Amb l'ajut de la flota va conquerir Sicília (440), Malta (450), Pantelleria (450), Sardenya (454, 458), Còrsega (454, 465) i les illes Balears. El 442 l'emperador romà va reconèixer el regne vàndal com a estat independent i no com un estat federat de l'imperi.
El 455 Valentinià III fou assassinat per Petroni Màxim que va usurpar el tron i el tractat de pau entre Roma i el regne vàndal es va trencar. Cridat per Eudòxia o per pròpia iniciativa, Genseric va desembarcar a Òstia (31 de maig del 455) i va ocupar i saquejar Roma durant catorze dies tot i les súpliques del Papa Lleó I, i va retornar a Cartago carregat de botí i captius, incloent-hi l'emperadriu Eudòxia, i les seves filles Eudòxia i Placídia. En aquesta incursió foren també destruïdes Càpua, Nola i Neàpolis. D'aquests actes va derivar el terme "vandalisme" per les destruccions sense sentit.
La major part dels 300 vaixells de la flota romana de Majorià, que preparaven l'atac al regne vàndal van ser capturades a Carthago Nova quan la flota de Genseric va fer un atac sobtat a Portus Illicitanus i Majorià va haver de fer-hi les paus i tornar a Itàlia, on es va trobar Ricimer, que el va arrestar, obligar a abdicar i executar cinc dies després. El 
466 els vàndals van saquejar Corfú. Genseric va tractar d'evitar la guerra enviant a Constantinoble a Eudòxia, la vídua de Valentinià III, i la seva filla Gal·la Placídia, que havia tingut captives durant set anys; però tan aviat com Procopi Antemi va ser al tron romà va concertar amb l'emperador romà d'Orient Lleó I el Traci reunir una força enorme per ajudar Occident a recuperar la diòcesi d'Àfrica de mans dels vàndals en un atac conjunt a Cartago i van donar el comandament de l'expedició al cunyat de Lleó, Basilisc (germà de la seva dona Verina). La flota imperial es componia de 1.113 naus, que transportaven un exèrcit de més de 100.000 homes i va derrotar una flota dels vàndals prop de Sicília, va expulsar ràpidament els vàndals de Sardenya i Sicília, i Heracli d'Edessa desembarcava a la costa de Tripolitània i avançava cap a Cartago. Basilisc va desembarcar al cap Bon a pocs quilòmetres de Cartago, on Genseric es va oferir a rendir-se, si podia tenir una treva de cinc dies per preparar el procés, que va utilitzar per preparar un atac a gran escala precedit per brulots que van destruir la major part de la flota romana i van matar milers dels seus soldats. Tot i l'enorme superioritat de les forces imperials, el desastre va costar 130.000 lliures d'or, uns 9.000.000 de sòlids, al tresor imperial i va sentenciar el destí de l'Imperi Romà d'Occident. És possible que darrere de la catàstrofe hi hagués la mà d'Aspar, qui coneixia els moviments de l'emperador i hauria volgut provocar la seva desgràcia, o almenys això es va dir a Constantinoble. Els vàndals poder mantenir la Diòcesi d'Àfrica i aviat van recuperar Sardenya i Sicília. Marcel·lí va ser assassinat, possiblement per ordre de Ricimer. El prefecte pretori de la Gàl·lia, Arvande, va intentar persuadir Euric, el nou rei dels visigots, de rebel·lar-se, amb l'argument que el poder romà a la Gàl·lia s'havia acabat de totes maneres; el rei es va negar. Genseric va intentar envair llavors el Peloponès però fou rebutjat pels maniots a Kenípolis (prop de Tenaro) amb fortes pèrdues. En revenja els vàndals van fer presoners 500 nobles de Zacint i els van matar a tots tirant les seves restes al mar en la tornada a Cartago.
El 476 es va signar la pau amb l'emperador Zenó I de Constantinoble. Va morir a Cartago el 25 de gener del 477 amb uns 87 anys, deixant encarregat que el regne en endavant havia de ser sempre pel fill més gran del rei difunt.
Fou arrià i va exercir algunes persecucions contra els catòlics. Se li coneixen diverses crueltats, la major l'assassinat de 500 nobles de Zacint, destacant també les crueltats amb la viuda i fill de Gunderic.